# CSBC Corporation, Taiwan
CSBC Corporation, Taiwan (chinois traditionnel : 台灣國際造船 ; chinois simplifié : 台湾国际造船 ; pinyin : Táiwān guójì zàochuán, littéralement "construction navale internationale taïwanaise"), est une entreprise taïwanaise de construction navale. L'acronyme "CSBC" signifie "China Shipbuilding Corporation". CSBC Corporation, Taiwan produit des navires à buts civils ainsi que des navires à buts militaires. L'entreprise opère également dans d'autres activités, telles que la réparation de navires, la fabrication d'appareils de déchargement de navires ou la construction d'équipements pour la production d'électricité éolienne offshore.

## Histoire
Les origines de CSBC Corporation, Taiwan remontent à l'époque où Taïwan était sous domination japonaise. En 1937, l'entreprise nippone Mitsubishi Heavy Industries fonde Taiwan Dockyard Company à Keelung, sur l'île de Heping (chinois traditionnel : 和平島 ; chinois simplifié : 和平岛 ; pinyin : Hépíng dǎo). À la suite de la défaite du Japon à l'issue de Seconde Guerre mondiale et de la rétrocession de Taïwan au gouvernement de la République de Chine en 1945, Taiwan Dockyard Company fusionne avec Taiwan Steel Works et Tong Kuang Company en 1946, l'entreprise résultant de cette fusion étant Taiwan Machinery and Shipbuilding Company (TMSC), établie à Kaohsiung. En 1948, Taiwan Machinery and Shipbuilding Company fut scindée en deux entreprises distinctes gérées par le gouvernement (République de Chine) : Taiwan Machinery Corporation et Taiwan Shipbuilding Corporation (TSBC). En 1973, l'entreprise privée China Shipbuilding Corporation (CSBC) fut créée pour répondre au besoin du gouvernement (République de Chine (Taïwan)) de développement des capacités de construction navale de Taïwan. L'entreprise CSBC fut nationalisée en 1977, et en 1978, TSBC et CSBC fusionnèrent, le nom de cette dernière étant conservé pour l'entreprise résultant de la fusion. En mars 2007, CSBC fut renommée CSBC Corporation, Taiwan, et en 2008, fut privatisée par une introduction en bourse.

## Installations
CSBC Corporation, Taiwan possède des chantiers de construction et de réparation navales à Kaohsiung et à Keelung :
| Lieu      | Type                     | Dimensions (longueur x largeur x profondeur) |
| --------- | ------------------------ | -------------------------------------------- |
| Kaohsiung | Dock de construction     | 950 m x 92 m x 14 m                          |
| Kaohsiung | Dock de réparations      | 275 m x 45 m x 12 m                          |
| Keelung   | Dock de construction     | 275 m x 45 m x 10 m                          |
| Keelung   | Dock de réparations No.1 | 210 m x 26,4 m x 12,4 m                      |
| Keelung   | Dock de réparations No.2 | 270 m x 45 m x 11,5 m                        |

## Navires construits
CSBC Corporation, Taiwan construit principalement des navires de charge, incluant notamment porte-conteneurs, tankers, vraquiers, cimentiers, navires frigorifiques et transporteurs de colis lourds. L'entreprise construit également des navires militaires pour la marine de la République de Chine ainsi que des navires destinés à être utilisés par la garde-côtière de Taïwan. Les navires militaires construits par CSBC Corporation, Taiwan incluent entre autres frégates, navires de support et de ravitaillement, bateaux lance-missiles et navires de patrouille.
(Les listes qui suivent ne sont pas exhaustives)

### Navires de charge
| Nom               | Type                         | Mise en service | Longueur hors-tout | Maître-bau | Port en lourd | Puissance du moteur principal | Vitesse    | Remarques                           |
| ----------------- | ---------------------------- | --------------- | ------------------ | ---------- | ------------- | ----------------------------- | ---------- | ----------------------------------- |
| TS Bangkok        | Porte-conteneurs             | 2017            | 172 m              | 27,5 m     | 21475 dwt     | 12050 kW                      | 19,5 nœuds | Capacité de 1800 EVP                |
| GPO Grace         | Transporteur de colis lourds | 2017            | 225 m              | 48 m       | 64000 dwt     | 2 x 8000 kW                   | 14,5 nœuds | Navire semi-submersible             |
| Hong Yun          | Tanker                       | 2017            | 183,4 m            | 32,2 m     | 40000 dwt     | 8520 kW                       | 14,5 nœuds | Transporteur de produits pétroliers |
| YM Window         | Porte-conteneurs             | 2016            | 368 m              | 51 m       | 146073 dwt    | 50760 kW                      | 23 nœuds   | Capacité de 14198 EVP               |
| CSE Glory Express | Vraquier                     | 2014            | 176 m              | 29,5 m     | 35000 dwt     | 6400 kW                       | 15,6 nœuds |                                     |
| China Triumph     | Vraquier                     | 2011            | 299,9 m            | 50 m       | 203000 dwt    | 18660 kW                      | 16,2 nœuds |                                     |
| Ta Ho             | Cimentier                    | 2004            | 130 m              | 24 m       | 12600 dwt     | ?                             | 12,8 nœuds |                                     |
| Lombok Strait     | Navire frigorifique          | 2002            | 167 m              | 25 m       | 12820 dwt     | ?                             | 21,1 nœuds |                                     |
| Blue Marlin       | Transporteur de colis lourds | 2000            | 224,8 m            | 63 m       | 76292 dwt     | 12640 kW                      | 13 nœuds   | Navire semi-submersible             |

,,,,,,,,,
Note : le Blue Marlin fait partie des plus grands navires du monde dans la catégorie des transporteurs de colis lourds. Il est entre autres connu pour avoir transporté le destroyer américain USS Cole d'Aden jusqu'à Pascagoula (Mississippi) après que celui-ci eut été endommagé à la suite d'une attaque terroriste commise par Al-Qaïda le 12 octobre 2000.

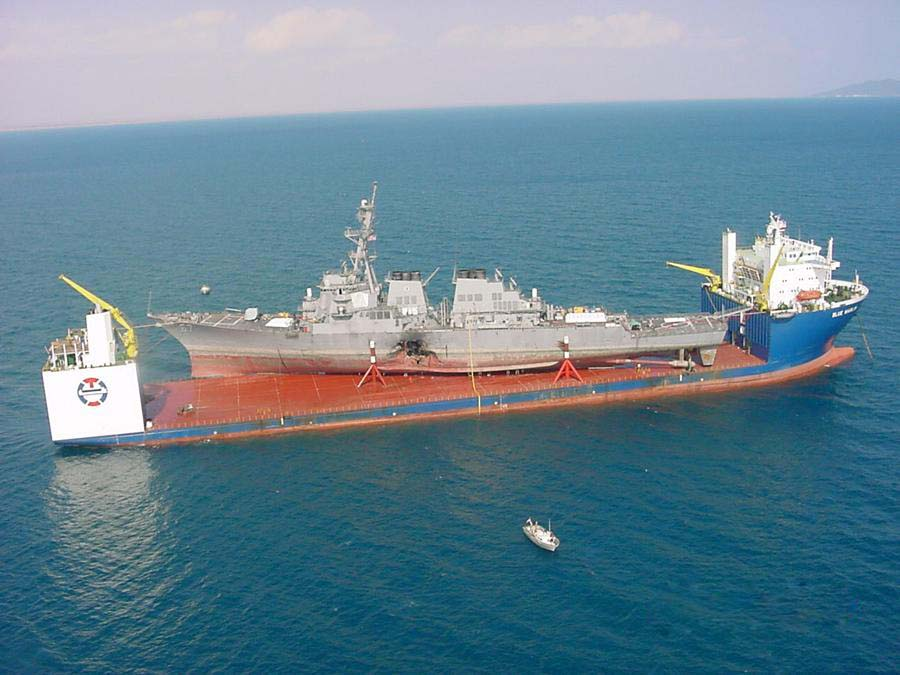
Le Blue Marlin transportant l'USS Cole

### Navires militaires
| Classe       | Type                                   | Nombre construit | Mise en service | Longueur hors-tout | Maître-bau | Déplacement  | Vitesse  |
| ------------ | -------------------------------------- | ---------------- | --------------- | ------------------ | ---------- | ------------ | -------- |
| Cheng Kung   | Frégate                                | 8                | 1993-2004       | 131,8 m            | 13,7 m     | 4104 tonnes  | 28 nœuds |
| Kuang Hua VI | Bateau lance-missiles                  | 31               | 2003-2011       | 34,2 m             | 7,6 m      | 186,5 tonnes | 33 nœuds |
| Pan Shi      | Navire de support et de ravitaillement | 1                | 2015            | 196 m              | 25,5 m     | 20859 tonnes | 22 nœuds |
| Chiayi       | Patrouilleur                           | 4 (3 en cours)   | 2021-           | 125 m              | 16,5 m     | 5044 tonnes  | 24 nœuds |
| Changhua     | Patrouilleur                           | 6 (5 en cours)   | 2022-           | 98,5 m             | 13,2 m     | 2167 tonnes  | 24 nœuds |

,,,,,
Note : les frégates de la classe Cheng Kung sont dérivées des frégates américaines de la classe Oliver Hazard Perry.

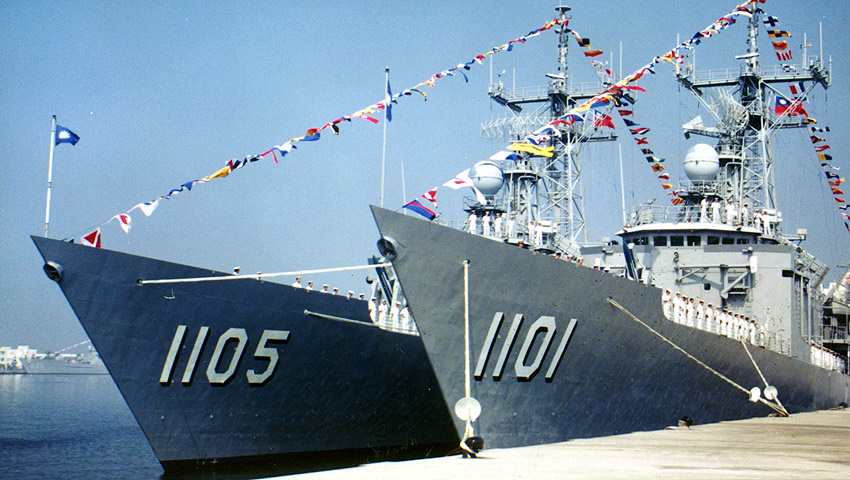
De gauche à droite : les frégates ROCS Chi Kuang et ROCS Cheng Kung.
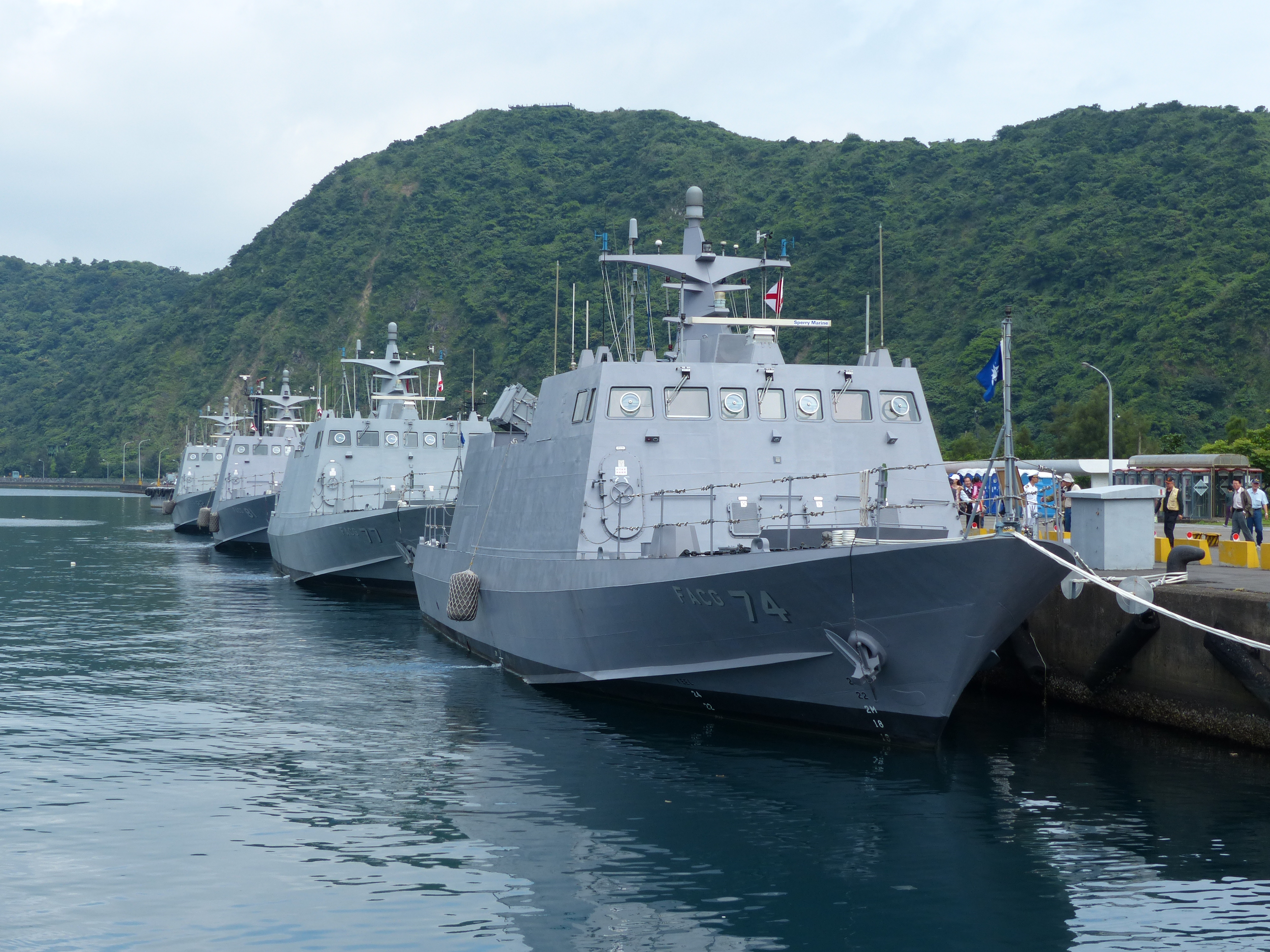
Bateaux lance-missiles de la classe Kuang Hua VI.
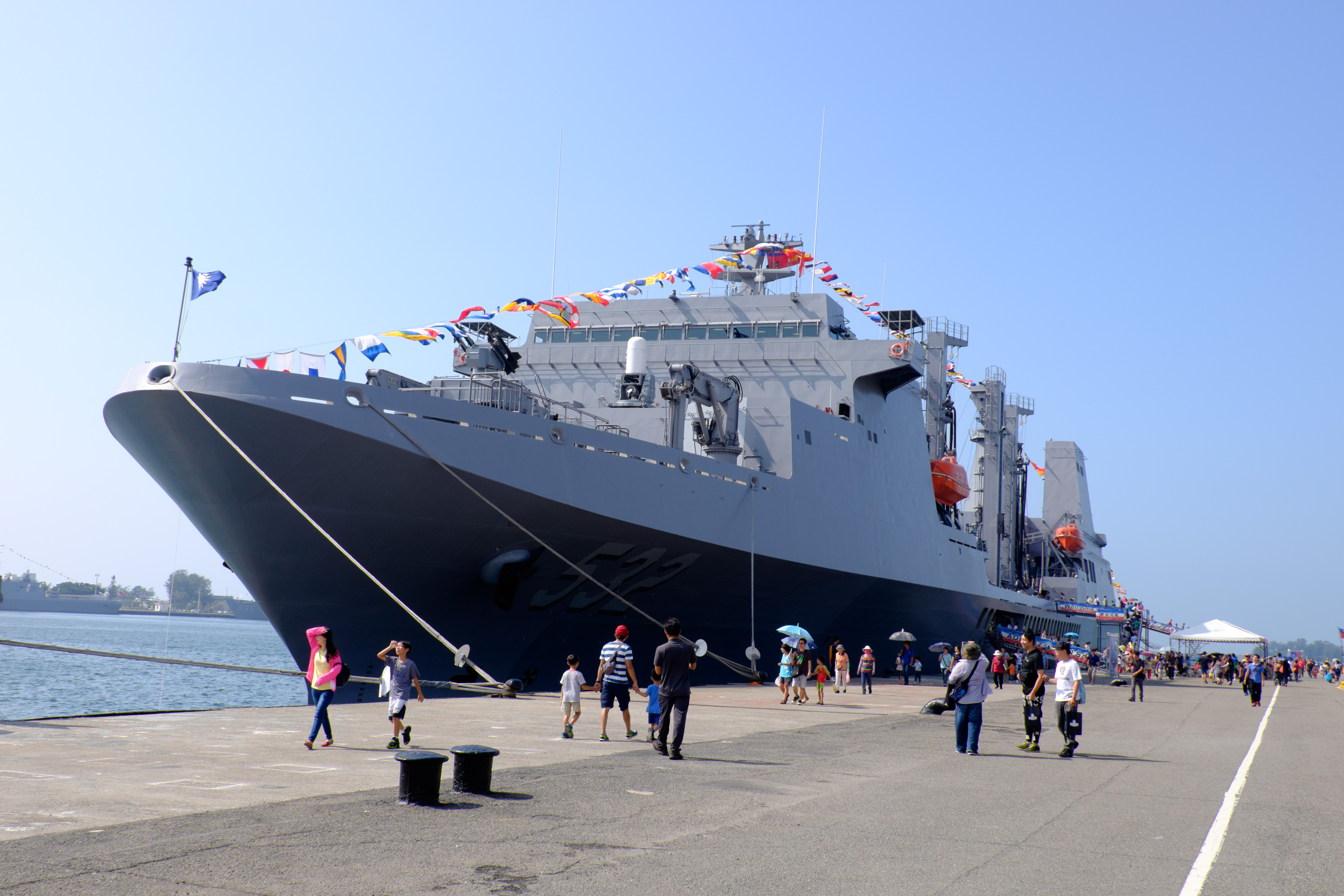
Le ROCS Pan Shi, navire de support et de ravitaillement.
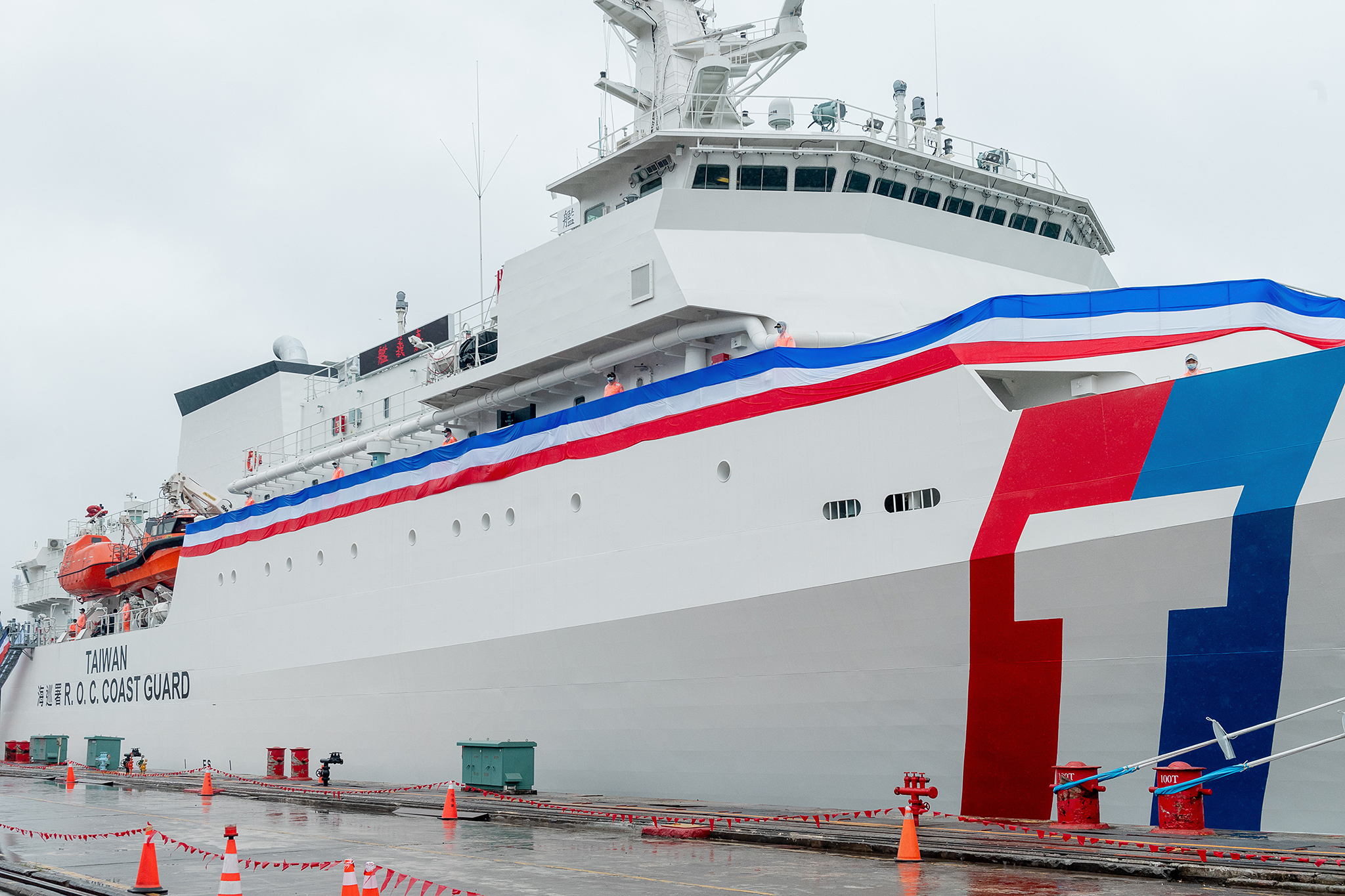
Le patrouilleur Chiayi.

## Construction de sous-marins
Lors de la campagne pour l'élection présidentielle taïwanaise de 2016, la candidate (élue présidente de la République de Chine à l'issue du scrutin) Tsai Ing-Wen a émis le souhait de doter la marine de la République de Chine de nouveaux sous-marins, conçus et construits à Taïwan. En 2016, CSBC Corporation, Taiwan a été chargée de la conception et de la construction des futurs sous-marins. A l'heure actuelle (2017), les caractéristiques des futurs sous-marins sont inconnues, mis à part le fait que leur propulsion sera de type diesel-électrique. La construction du premier sous-marin devrait être terminée en 2025, et sa mise en service devrait se faire en 2027. Le projet est de construire huit sous-marins.